# Don Sak
Don Sak (em tailandês: อำเภอดอนสัก) é um distrito da província de Surat Thani, no sul da Tailândia. É um dos 19 distritos que compõem a província. Sua população, de acordo com dados de 2012, era de 36 939 habitantes e sua área territorial é de 460,90 km².

## História
Originalmente, a região era parte da área do distrito de Sichon, na província de Nakhon Si Thammarat. Em 1929, os dois subdistritos de Don Sak e Chaiyakhram passaram a pertencer ao distrito de Kanchanadit, na província de Surat Thani. Em 24 de março de 1969, tornou-se novamente subdistrito. Foi elevado para distrito em 14 de julho de 1978.